# Rolando Rigoli
Rolando Rigoli, född den 3 oktober 1940 i Livorno, Italien, är en italiensk fäktare.
Han tog OS-guld i herrarnas lagtävling i sabel i samband med de olympiska fäktningstävlingarna 1972 i München.